# Gulhake
Gulhake leder hit. För fågelsläktet Geothlypis, se gulhakar.
Gulhake (Geothlypis trichas) är en vanligt förekommande och huvudsakligen nordamerikansk fågel i familjen skogssångare inom ordningen tättingar.

## Utseende
Gulhaken är en 12–13 centimeter stor skogssångare utmärkande genom sin ofläckade dräkt med olivgrön ovansida, smutsvit undersida, gul hake och strupe samt gulaktiga undre stjärttäckare. Hanen har en svart ögonmask som sträcker sig över pannan framåt, bakåt kantad av ljusgrått. Hos den unga hanen är masken lite mer diffus, medan honan har olivbrunt huvud.

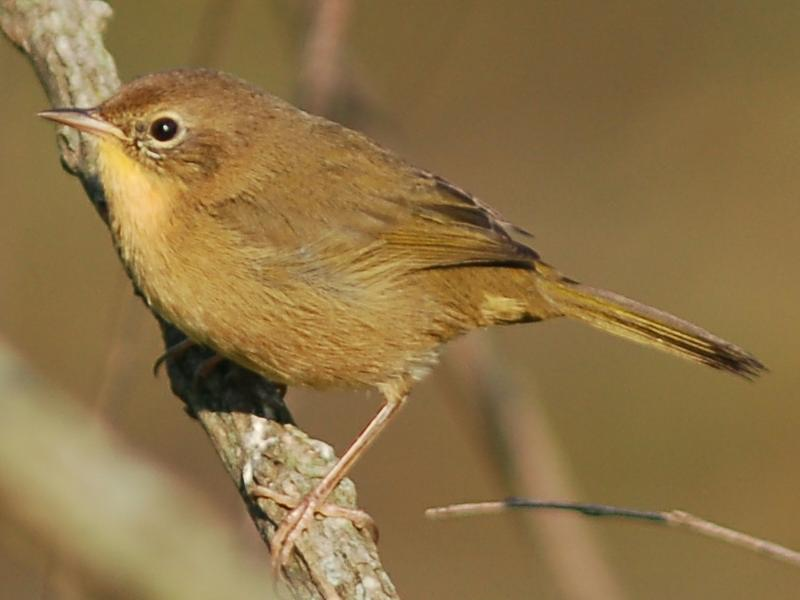
Hona
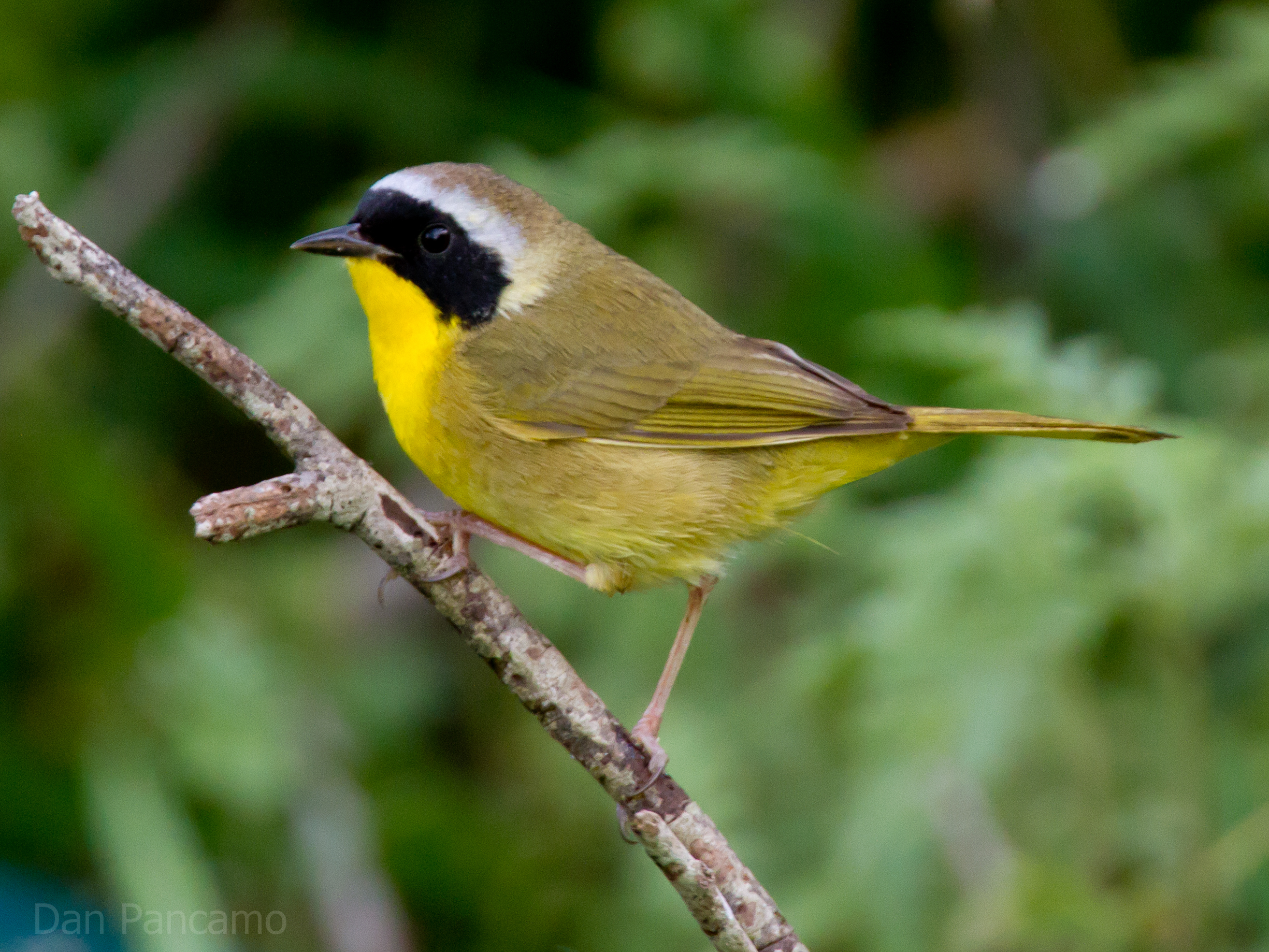
Hane

## Läten
Gulhakens sång är en behaglig och rytmisk visslande serie som upprepas i tre- eller femstaviga fraser, i engelsk litteratur återgivet "wichety wichety wichety". Lätet är ett torrt "chedp" och i flykten hörs nasala "dzik".

## Utbredning och systematik
Gulhake delas in i 13 underarter med följande utbredning:
- arizela-gruppen
  - Geothlypis trichas arizela – sydöstra Alaska till södra och centrala Kalifornien, övervintrar i södra Baja California och i norra Sonora
  - Geothlypis trichas sinuosa – saltträsk från San Francisco till San Diego
  - Geothlypis trichas modesta – västra Mexiko, från södra Sonora till Colima)
- occidentalis-gruppen
  - Geothlypis trichas campicola – Yukon till nordvästra USA, flyttar vintertid till norra Mexiko
  - Geothlypis trichas occidentalis – norra Oregon till New Mexico och nordvästra Texas, övervintrar i Honduras
  - Geothlypis trichas scirpicola – södra Kalifornien till Nevada, sydvästra Utah, norra Baja California och nordvästra Sonora
  - Geothlypis trichas chryseola – sydöstra Arizona till södra New Mexico, västra Texas och nordväst Mexico
  - Geothlypis trichas melanops – centrala Mexiko, från Zacatecas och norra Jalisco till Oaxaca och Veracruz
- trichas-gruppen
  - Geothlypis trichas trichas – sydöstra Kanada och östra och centrala USA, övervintrar i Västindien och norra Sydamerika
  - Geothlypis trichas typhicola – sydöstra USA, övervintrar i Veracruz i sydöstra Mexiko
  - Geothlypis trichas ignota – South Carolinas sydostkust till södra Florida, södra Mississippi och sydöstra Louisiana
- Geothlypis trichas insperata – Rio Grandes dalgång i södra Texas
- Geothlypis trichas chapalensis – nordvästra Mexiko, i området kring Lago de Chapala i regionen Jalisco

Östliga och västliga gulhakar kan möjligen vara närmare släkt med andra arter i släktet än med varandra.

### Förekomst i Europa
Gulhaken är en mycket sällsynt gäst i Europa, framför allt i Azorerna men även i Norge, Storbritannien, Irland, Island, Spanien och Portugal. I oktober 2022 gjordes även ett uppseendeväckande fynd av en gulhake i kantonen Ticino i Schweiz.

## Levnadssätt
Gulhaken är vanlig i olika typer av busk-, gräs- och våtmarker, nästan alltid i lågvuxna fuktiga områden. Födan består nästan uteslutande av insekter och andra leddjur, framför allt spindlar. Fågeln häckar mellan april och juli. Den lägger troligen två kullar per säsong.

## Status och hot
Arten har ett stort utbredningsområde och en stor population, men tros minska i antal, dock inte tillräckligt kraftigt för att anses vara hotad. Utifrån dessa kriterier kategoriserar internationella naturvårdsunionen IUCN arten som livskraftig (LC). Beståndet uppskattas till 77 miljoner vuxna individer.

## Namn
Fågeln har på svenska även kallats nordlig gulhake för att särskilja den från sina centralamerikanska och sydamerikanska släktingar.